# Naczelna Rada Odbudowy m.st. Warszawy
Naczelna Rada Odbudowy m. st. Warszawy – organ działający przy odbudowie Warszawy po II wojnie światowej.

## Opis
Naczelną Radę Odbudowy m.st. Warszawy przy Prezesie Rady Ministrów powołano ustawą o odbudowie m.st. Warszawy, uchwaloną przez Sejm Ustawodawczy Polski Ludowej 3 lipca 1947. W obwieszczeniu Prezesa Rady Ministrów z dnia 3 listopada 1947 podano skład NROW, w której zasiedli: Józef Cyrankiewicz jako przewodniczący oraz członkowie Jerzy Albrecht, Wilhelm Billig, Aleksy Czerwiński, Edward Drożniak, Stefan Dybowski, Jerzy Grabowski, Romuald Gutt, Mieczysław Hartwig, Henryk Jabłoński, Stanisław Janusz, Borys Jaszczuk, Michał Kaczorowski, Czesław Klarner, Wiktor Kościński, Eugenia Krassowska, Lech Niemojewski, Marian Nowicki, Edward Osóbka-Morawski, Roman Piotrowski, Jan Rabanowski, Bolesław Rumiński, Stanisław Sankowski, Eugeniusz Secomski, Marian Spychalski, Edward Strzelecki, Eugeniusz Szyr, Stanisław Tołwiński, Edward Warchałowski, Kazimierz Witaszewski, Juliusz Żakowski. Uchwałą Rady Ministrów z 17 października 1947 uchwalono przepisy o wewnętrznej organizacji i trybie postępowania Naczelnej Rady Odbudowy m. st. Warszawy.
Do 1955 Naczelna Rada Odbudowy m.st. Warszawy była wydawcą czasopisma „Stolica”.